# Chinghiz Aitmatov

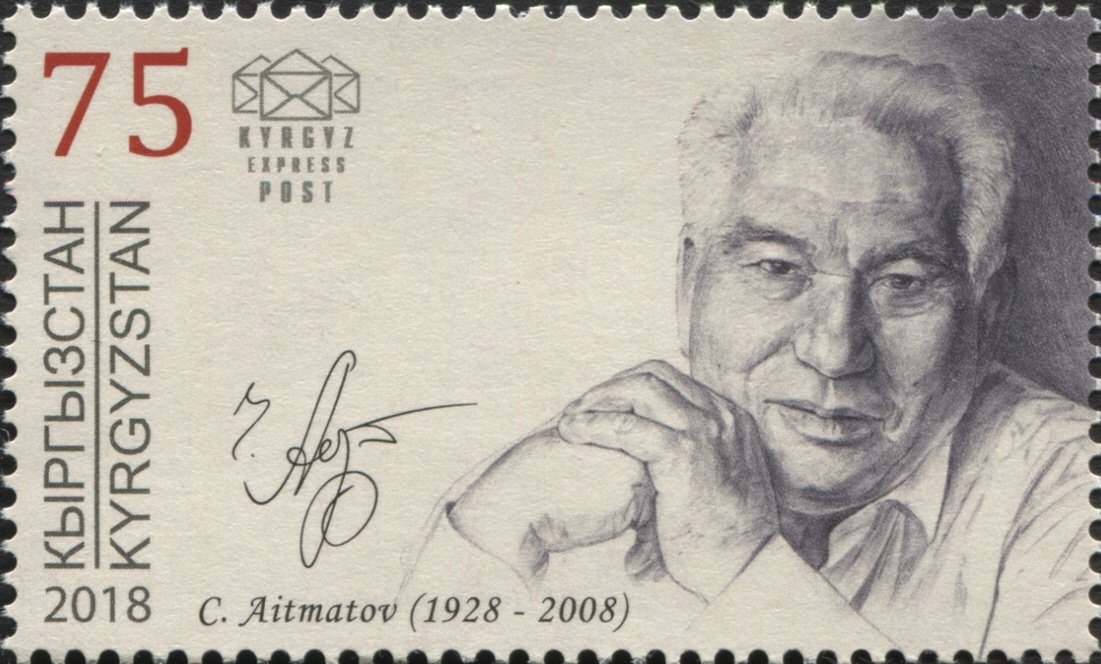
Selo quirguiz de 2018 em homenagem ao escritor

Chinghiz Aitmatov (também grafado como Tchinguiz, na transliteração aportuguesada) (quirguiz: Чыңгыз Айтматов, IPA: [tʃɯŋˈʀɯs ɑjtˈmɑtəf]; russo: Чингиз Торекулович Айтматов) (12 de dezembro de 1928 - 10 de junho de 2008), foi um escritor que publicou trabalhos tanto na língua russa, quanto em quirguiz. É reconhecidamente um dos maiores nomes da literatura do Quirguistão.

## Obras
(Títulos russos em parêntesis)
- A Difficult Passage ("Трудная переправа", 1956)
- Face to Face ("Лицом к лицу", 1957)
- Jamila [1] ("Джамиля", 1958)
- The First Teacher ("Первый учитель", 1962)
- Tales of the Mountains and Steppes ("Повести гор и степей", 1963)
- Farewell, Gulsary![2]("Прощай, Гульсары", 1966)
- The White Steamboat ("Белый пароход", 1970)
- The Ascent of Mt. Fuji ("Восхождение на Фудзияму", 1973)
- Spotted Dog Running On Seashore ("Пегий пес, бегущий краем моря", 1977)
- Cranes Fly Early (Ранние журавли, 1979)
- The Day Lasts More Than a Hundred Years ("И дольше века длится день", 1980)
- The Scaffold ("Плаха", 1986)
- Cassandra's Brand ("Тавро Кассандры", 1996)
- When The Mountains Fall ("Когда горы падают", 2006)